# CL-Netz

Logo des CL-Netzes

Das CL-Netz war eine Sammlung von Internetforen auf Basis von Usenet-Technologie, die auch über mehrere Webportale und per RSS-Web-Feed zugänglich sind. Inhaltlich ist das CL-Netz dem Graswurzel-Journalismus und Konzepten der linken Gegenöffentlichkeit verpflichtet. Eine ehrenamtlich arbeitende Redaktion sichtet eingehende Pressemitteilungen, Meldungen und Beiträge der User sowie aus den Medien und stellt sie nach Ressorts geordnet zur Verfügung.

## Geschichte
Das Netz war Anfang der 1990er Jahre in Deutschland die erste bedeutende Infrastruktur zur Computervernetzung von Friedens-, Menschenrechts- und Umweltgruppen und -organisationen im deutschsprachigen Raum und ging damit der Verbreitung des Internets um mehrere Jahre voraus. Entstanden ist es aus textbasierten, meist privat betriebenen Mailbox-Systemen, in die man sich mit einem Modem über eine Telefonverbindung direkt einwählen konnte. Viele der Mailboxsysteme setzten die Software „Zerberus“ ein und nahmen auch am Z-Netz teil, das es ermöglichte, die Mailboxsysteme zu einem gemeinsamen Netz zu verbinden. Technisch war das CL-Netz ein „Overlay-Netzwerk“ des Z-Netzes, das heißt, es bestand aus einigen Brettern (entsprechend den heutigen Newsgroups), die auf den Z-Netz-Knoten mittransportiert wurden. Zu den ersten Systemen zählten die 1987 gegründeten Bionic aus Bielefeld, LINKS aus München (daraus entstand LINK-M) sowie die 1988 gegründete OLN aus Hannover.
Das CL-Netz entstand 1991 aus dem Zusammenschluss der beiden Netze Compost und LinkSysteme, aus denen das Kunstwort ComLink, abgekürzt CL (später als Computernetzwerk Linksysteme gedeutet) gebildet wurde. Der Zusammenschluss wurde notwendig, um den Anschluss an die internationalen Netze organisatorisch gewährleisten zu können. Das CL-Netz wurde der deutschsprachige Partner der internationalen Association for Progressive Communications (APC) mit Netzen in USA, Lateinamerika, Australien, Skandinavien, der Sowjetunion und weiteren Regionen.
Seine größte Verbreitung hatte das CL-Netz etwa 1996. Zu dieser Zeit war es über mehr als 200 Einwahl-Systeme im deutschsprachigen Raum und in einigen anderen Ländern (Türkei, Italien, Balkan) zugänglich.
Wegen seines Erfolges versuchten insbesondere rechtsextreme Gruppen wie die NPD, insbesondere die Jungen Nationaldemokraten, das CL-Netz zu infiltrieren.
Im Jahr 2007 feierte das CL-Netz sein 20-jähriges Bestehen mit einem Kongress unter dem Titel „Wem gehört das Internet?“, zu dem 2008 ein Tagungsband veröffentlicht wurde.
Das CL-Netz hat Ende der 1990er Jahre, unter anderem durch langjährige Ablehnung gegenüber der offeneren, aber auch unkontrollierbareren und aus damaliger Sicht kostenintensiven Zugangstechnik „Internet“ (respektive „Webbrowser“), seine Position zugunsten Plattformen wie indymedia oder politik-digital verloren. Die Anzahl der klassischen, per Modem anwählbaren Mailbox-Systeme nahm im Zeitraum 2000 bis 2005 auf unter ein Dutzend ab. 2012 gab es noch ein solches System. Das CL-Netz mit seinen Foren ist heute über Websites nutzbar.
Am 15. Januar 2015 wurde angekündigt, das CL-Netz abzuschalten. Die Möglichkeit, neue Artikel einzureichen, solle planmäßig Ende März 2015 nicht mehr angeboten werden, während bis dahin getätigte Beiträge weiterhin über die Webseite erreichbar bleiben werden im Sinne eines Archivs. Die Entscheidung wurde mit dem bis dahin abgenommenen „politischen Nutzen“ begründet, die nicht mehr im Verhältnis zum Zeit- und Kostenaufwand stünden. Heutzutage werde politische Vernetzung über andere Wege bewerkstelligt.

## Technik und internationale Vernetzung
Das CL-Netz basierte bei seiner Gründung fast ausschließlich auf einzelnen, vernetzten Mailbox-Systemen, die nach dem ZConnect-Standard funktionierten und nach dem Store-and-forward-Prinzip private und öffentliche Mitteilungen austauschten. Über die „Association for progressive communications“ begann seit 1990 die internationale Vernetzung über diese preiswerte Technologie, die auch in den Ländern des ehemaligen Ostblocks, in Lateinamerika und dem afrikanischen Kontinent eingesetzt wurde.
Bereits ab 1988 konnten E-Mails und News netzübergreifend versendet und empfangen werden. So gelangten im August 1989 Nachrichten einer Bürgerrechtsgruppe aus der DDR ins Netz. Frühzeitig begann die internationale Friedensbewegung das Netz zu nutzen. 1991 bestand während des Putsches in Moskau eine regelmäßige Nachrichtenverbindung zum Partnernetzwerk „GlasNet“ über dezentrale Mailbox-Systeme in Weißrussland, Estland und Finnland (siehe auch: END-Convention).

## Inhalte
Neben der Möglichkeit, E-Mails auszutauschen, konnten die Teilnehmer lange vor Verbreitung des Internets über öffentliche Foren, die damals im CL-Netz Bretter genannt wurden, Nachrichten austauschen. Viele politisch arbeitende Organisationen, Gruppen und Einzelpersonen sahen in den neuen Möglichkeiten der elektronischen Kommunikation einen Vorteil für ihre Arbeit. Die Systeme des CL-Netzes mussten sich aber auch mit Skepsis dieser Zielgruppe gegenüber der modernen Technik auseinandersetzen.
Ab 1989 wurden die „urgent actions“ von amnesty international (ai) über das CL-Netz verbreitet. Da die deutsche Sektion von ai Vorbehalte gegen die IT hatte, musste ein ehrenamtlicher Helfer die Texte, die bei ai bereits elektronisch gespeichert wurden, nochmals von Papier abtippen. Erst nach einigen Jahren gelang der direkte Datenaustausch.
Während des Bürgerkriegs im ehemaligen Jugoslawien standen täglich in der Rubrik CL/EUROPA/BALKAN Nachrichten in deutscher, serbokroatischer oder englischer Sprache, verfasst von Friedensgruppen in Zagreb, Belgrad, Ljubljana aus dem „ZAMIR“-Netz (serbokroatisch: za mir = für den Frieden). Dieses Netz verband viele tausend Menschen miteinander und ermöglichte auch Kommunikation zwischen den verschiedenen Teilen des ehemaligen Jugoslawien, zwischen denen die Telefonverbindungen getrennt worden waren. Der niederländische Friedensaktivist Wam Kat verfasste tagesaktuell sein „Zagreb Diary“ und schuf damit einen frühen Vorläufer der heutigen Blogs.
Das CL-Netz, das wie das Z-Netz basisdemokratisch organisiert war, bot von Anfang an für Menschen mit Handicap Erleichterung, da die Foren textbasiert waren. Seit 1990 gab es eigene Foren, ab 1992 eigene Seminare für Hörgeschädigte und Gehörlose, für Sehbehinderte und Blinde. Rollstuhlfahrer zählten mit zu den ersten Nutzern des CL-Netzes.
Ein weiterer inhaltlicher Schwerpunkt war die Dokumentation rechtsextremer und ausländerfeindlicher Vorkommnisse. Die rechtsextreme Szene beobachtete das CL-Netz deshalb sehr genau und versuchte zeitweise, es mit eigenen Mailboxen (Thule-Netz) zu kopieren.
Da das CL-Netz von Journalisten gegründet worden war und viele der Mitarbeiter journalistisch tätig waren, wurde auf eine Trennung von Information und Meinung Wert gelegt. Zu jedem „Brett“ gab es dementsprechend ein „Diskussionsbrett“. Tatsächlich hat dieses Unterbrechen des Diskussionsstrangs (thread) die User irritiert; das Verfahren ließ sich trotz diverser technischer Hilfskonstruktionen nicht konsequent durchhalten.
Das CL-Netz war basisdemokratisch organisiert. Alle Beteiligten arbeiteten weitgehend ehrenamtlich. Wie bei vielen anderen Mailbox-Netzen auch fanden auch auf der Koordinationsebene des CL-Netzes lange strategische Diskussionen über Ausrichtung, Offenheit und Finanzierung statt.
Aufgrund der lockeren Vernetzung arbeiteten im CL-Netz Mitglieder der großen Parteien bzw. ihrer Jugendorganisationen ebenso mit, wie Mitglieder von Umwelt- oder Menschenrechtsinitiativen. Da auch Mitglieder verschiedener linker Splittergruppen mitlasen und -schrieben, geriet das CL-Netz ins Visier der Verfassungsschützer.